# Hans Jacob
Hans Jacob (6 de agosto de 1884, Múnich, Imperio alemán - Ibid., Alemania occidental, 3 de julio de 1949) fue un oficial de tranvía alemán y político nacionalsocialista.

## Biografía
Después de asistir a la escuela primaria y secundaria, Jacob hizo un aprendizaje como escultor y también estuvo en la escuela de artes y oficios y en la escuela de capacitación avanzada. De 1904 a 1906 estuvo en el 20.º Regimiento de Infantería "Príncipe Franz" en Lindau, en el lago de Constanza. Al comienzo de la Primera Guerra Mundial, Jacob fue llamado como soldado de infantería el 6 de agosto de 1914 y luego fue hecho prisionero en Siria. El 21 de marzo de 1919, fue puesto en libertad como sargento.
Posteriormente, Jacob trabajó en el ferrocarril municipal de Múnich, más recientemente en 1920 en el puesto de asistente de caja. En julio de 1920, se unió al NSDAP (con el número de membresía 1.622) a participar, no se produjo allí, pero sobre todo a cabo. Estuvo allí activo en la sección de Haidhausen y fue nombrado el 29 de enero de 1923 por Adolf Hitler como el vicepresidente del partido, después de que Oskar Körner renunció al cargo debido a diferencias políticas.
Después de la prohibición del NSDAP tras el fallido Putsch de Múnich, fundó junto con Alfred Rosenberg siguiendo instrucciones de Hitler, encarcelado en ese momento a principios de enero de 1924, la organización de reemplazo Großdeutsche Volksgeimenschaft (GVG). El 24 de febrero, año en que firmó con Anton Drexler un acuerdo que una fusión con DFVP prevista para las elecciones de los próximos seis meses. En la fusión posterior se materializaron junto del DFVP y NSDAP bajo el nombre de Partido Nacionalsocialista por la Libertad (NF) Jacob estaba junto a Gottfried Feder, el único miembro del antiguo partido nacionalsocialista en Fraktionsvorstand.
En las elecciones de mayo de 1924, Jacob fue elegido para el distrito electoral 24 (Alta Baviera-Suabia) en el Reichstag, donde representó a la NF en el segundo mandato hasta diciembre.